# Gaho
Kang Dae-ho (en hangul, 강대호; Corea del Sur, 8 de abril de 1997), conocido como Gaho (가호), es un cantante, productor y compositor surcoreano.

## Carrera

### 2018-presente: Debut como solista
Gaho debutó con el lanzamiento de los temas «Time», «Heart Is Beating» y «Not Over» para las banda sonoras de la series The Time, My Secret Terrius y La última emperatriz respectivamente. El 11 de diciembre de 2018, Gaho publicó su primer EP Preparation For a Journey. Tuvo mayor reconocimiento con la canción «Start Over», que hizo para el drama Itaewon Class, de JTBC, y que alcanzó el primer lugar en la Gaon Digital Chart en Corea del Sur. El 26 de marzo de 2020 lanzó el sencillo «A Song for You».

## Discografía

### Álbumes de estudio
| 2021                                                                                   | Fireworks - Lanzamiento: 23 de noviembre de 2021 - Discográfica: Planetarium Records - Formato: CD, descarga digital, streaming | 69 | N/A |
| «—» indica que el álbum no alcanzó posición alguna o no fue lanzado en ese territorio. | |    |     |

### EPs
| 2018                                                                                   | Preparation for a Journey - Lanzamiento: 11 de diciembre de 2018 - Discográfica: Planetarium Records - Formato: CD, descarga digital, streaming | — | N/A |
| «—» indica que el álbum no alcanzó posición alguna o no fue lanzado en ese territorio. | |   |     |

### Sencillos
| «Stay Here» (있어줘)                                                                               | 2018 | — | — | Preparation For a Journey |
| «Time» (시간)                                                                                      | 2018 | — | — | The Time OST              |
| «Heart Is Beating» (그렇게 가슴은 뛴다)                                                            | 2018 | — | — | My Secret Terrius OST     |
| «Not Over» (끝이 아니길)                                                                           | 2018 | — | — | The Last Empress OST      |
| «Preparation For a Journey» (떠날 준비)                                                            | 2018 | — | — | Preparation For a Journey |
| «Fly»                                                                                              | 2019 | — | — | Sin álbum                 |
| «Pink Walk»                                                                                        | 2019 | — | — | Sin álbum                 |
| «Start Over» (시작)                                                                                | 2020 | 1 | 1 | Itaewon Class OST         |
| «A Song For You»                                                                                   | 2020 | — | — | Sin álbum                 |
| «Wish» (바람)                                                                                      | 2020 | — | — | Stranger 2 OST            |
| «Running» (스타트업)                                                                               | 2020 | — | — | Start-Up OST              |
| «Home»                                                                                             | 2021 | — | — | Sin álbum                 |
| «Rush Hour»                                                                                        | 2021 | — | — | Fireworks                 |
| «Ride»                                                                                             | 2021 | — | — | Fireworks                 |
| «Right Now»                                                                                        | 2021 | — | — | Fireworks                 |
| «—» indica que el sencillo no alcanzó posición alguna o certificación o no fue lanzado en el país. |      |   |   |                           |

## Premios y nominaciones
| Premiación                   | Año  | Categoría                 | Nominado/trabajo | Resultado | Ref.   |
| ---------------------------- | ---- | ------------------------- | ---------------- | --------- | ------ |
| Melon Music Awards           | 2020 | Mejor banda sonora        | «Start Over»     | Nominado  | [ 9 ]  |
| Mnet Asian Music Awards      | 2020 | Mejor banda sonora        | «Start Over»     | Ganador   | [ 10 ] |
| Mnet Asian Music Awards      | 2020 | Canción del año           | «Start Over»     | Nominado  | [ 11 ] |
| Seoul Music Awards           | 2021 | Mejor banda sonora        | «Start Over»     | Nominado  | [ 12 ] |
| Soribada Best K-Music Awards | 2020 | Mejor banda sonora hallyu | «Start Over»     | Ganador   | [ 13 ] |